# 菊地秀之
菊地 秀之（きくち ひでゆき、11月5日 - ）は、フリーナレーター。元長野放送アナウンサー。
マーキュリング（旧：エムスタ・ナレータープロダクション）所属。ぷろだくしょんバオバブに所属していた時期もあった。神奈川県出身。

## 出演
- NBSリビングナウ フレッシュ11
- バラエティ・ビデオステーション
- バラエティ・どきどきどうしようび
- スポーツ実況（高校野球、春高バレー）
- やってきました出前カラオケ

### TV番組ナレーター
- 夕方ニュース番組・600ステーション（テレビ朝日）
- 同・ステーションEYE（テレビ朝日）
- 同・FNNスーパーニュース（フジテレビ）
- フジテレビの各種報道・スポーツ番組